# Kościół św. Katarzyny Aleksandryjskiej w Stężycy
Kościół Świętej Katarzyny Aleksandryjskiej – rzymskokatolicki kościół parafialny należący do parafii pod tym samym wezwaniem (dekanat Stężyca diecezji pelplińskiej).
Jest to murowana świątynia wzniesiona w 1706 roku. Konsekracja kościoła i ołtarza głównego odbyła się w 1742 roku. W ołtarzu głównym został umieszczony relikwiarz w formie sarkofagu podarowany parafii przez żonę króla Jana III Sobieskiego, Marię Kazimierę d’Arquien. Obecnie można zobaczyć ciekawe wnętrze kościoła i drewniane, gotyckie płaskorzeźby, które są umieszczone na płycie, nad wejściem do zakrystii. Zapewne powstały w XV wieku i znajdowały się w jednym z poprzednich, drewnianych kościołów.